# Alex Maloney
Alexandra Maria Maloney, detta Alex (Santa Cruz, 19 marzo 1992), è una velista neozelandese.

## Biografia
Nata nel 1992 a Santa Cruz, in California, Alexandra è la sorella minore del velista Andy Maloney.
Nel 2007 vinse la sua prima medaglia mondiale: bronzo ai campionati mondiali di Cagliari, nella classe di vela Optimist. 
Due anni dopo trionfò ai mondiali, classe 420, disputati in Italia sul lago di Garda. Vittoria che ripeterà nel 2013 a Marsiglia, ma nella categoria 49erFX. 
Nella stessa classe, ai giochi della XXXI Olimpiade di Rio de Janeiro si fermerà al secondo gradino del podio.

## Palmarès

### Olimpiadi
- 1 medaglia:
  - 1 argento (Rio de Janeiro, 2016, nel 49erFX)

### Mondiali
- 5 medaglie:
  - 2 ori (Lago di Garda, 2009, nel 420; Marsiglia, 2013, nel 49erFX);
  - 1 argento (Istanbul, 2010, nel 29er);
  - 2 bronzi (Cagliari, 2007, nell'Optimist; Matosinhos, 2017, nel 49erFX).